# Chlorochrysa phoenicotis
Tangará-verde-brilhante ou saí-cintilante (Chlorochrysa phoenicotis) é uma espécie de ave da família Thraupidae.
Pode ser encontrada nos seguintes países: Colômbia e Equador.
Os seus habitats naturais são: regiões subtropicais ou tropicais húmidas de alta altitude.